# Tricyphona exoloma
Tricyphona (Tricyphona) exoloma là một loài ruồi trong họ Pediciidae. Chúng phân bố ở vùng sinh thái Nearctic.